# Castianeira shaxianensis
Castianeira shaxianensis is een spinnensoort uit de familie van de loopspinnen (Corinnidae).
De wetenschappelijke naam van de soort werd in 1983 gepubliceerd door J.X. Gong.